# 巣鴨信用金庫
巣鴨信用金庫（すがもしんようきんこ、英語：Sugamo Shinkin Bank）は、東京都豊島区に本店を置く信用金庫である。東京都区部北側と埼玉県東南部に店舗網を展開している。

## 沿革
- 1922年（大正11年）4月4日 - 有限責任信用組合巣鴨町金庫として設立。
- 1948年（昭和23年）6月 - 有限責任巣鴨信用組合に名称変更。
- 1949年（昭和24年）4月 - 巣鴨信用組合に改組・改称。
- 1951年（昭和26年）10月 - 信用金庫法により、巣鴨信用金庫に改組。
- 1973年（昭和48年）9月 - オンラインシステム稼動。
- 1975年（昭和50年）10月 - 現本店が完成。
- 1999年（平成11年）2月 - ATM時間外入出金手数料を無料化。
- 2020年（令和2年）4月 - 一部の店舗で昼休みが導入[2]。
- 2022年（令和4年）4月4日 - 一度の合併・統合もない単独の金融機関として、創業100年を迎える。
- 2022年（令和4年）6月 - 田村和久理事長退任。新理事長に二瓶克博が就任。[3]

## 店舗とまちづくり

### おもてなし処
1992年（平成4年）5月以来、巣鴨とげぬき地蔵尊の縁日である「4」の付く日の営業日に、参拝客向けに本店の3階を「おもてなし処」として開放している。巣鴨信金の利用客である無しにかかわらず、無料で利用出来る。また月1回、同所で若手落語家による落語公演も行われる。利用時間は午前10時 - 午後2時50分（巣鴨信用金庫休業日は休み）。

### フランス人建築家による店舗デザイン
2009年以降、一部店舗の設計をフランス人女性建築家エマニュエル・ムホーに任せている。志村支店（板橋区）は、色とりどりの軒を重ねた「虹のミルフィーユ」をコンセプトとして、全国から見学者が訪れる。このほか、全体を手掛けたのは常盤台（板橋区）、江古田（練馬区）、中青木（埼玉県川口市）の各支店、一部担ったのが埼玉県新座市の支店である。

## その他

### 窓口の営業時間
巣鴨信用金庫の窓口営業時間は8:55から15:00になっており、一般的な金融機関よりも営業開始が5分早い。

### 地域密着型の優しい信用金庫
収益よりも地域の繁栄を優先した運営を行っているため、「地域密着のサービスを実践し、多くの人から慕われている信用金庫」と評価されている。
地元の中小企業の技術・商品をPRする場の提供や、他の取引先とのマッチングを行うなど、地元の中小企業を支援する取り組みが多い。
また「おばあちゃんの原宿」と呼ばれる巣鴨に本店を構えていることもあり、「年金受給日のプレゼント」「自宅まで出張して年金相談」「お楽しみ演芸会」「とげぬき地蔵尊の縁日におもてなし処の設置」など他の信用金庫には無い高齢者向けのサービスが充実している。

### 福太郎奨学財団
高齢者だけではなく、若い人達のための奨学制度として福太郎奨学財団を運営している。
福太郎とは巣鴨信用金庫第七代理事長の田村福太郎の名に由来しており、くすりの福太郎とは関係が無い。

### 略称・愛称
公式では「すがも」という略称を採用しており、「すがものカード・通帳ご利用案内」や「すがもパーソナルＷＥＢ」など「すがも」を冠したサービスが多い。
一方、地名の巣鴨と紛らわしい事もあり、一般的には「巣鴨信金」や「すがしん」と呼ばれている。

## 関連会社
- 信友山の手株式会社
- 巣鴨ユニティサービス株式会社